# Callomphala
Callomphala là một chi ốc biển, là động vật thân mềm chân bụng sống ở biển trong họ Skeneidae.

## Các loài
Các loài trong chi Callomphala gồm có:
- Callomphala hoeksemai Moolenbeek & Hoenselaar, 2008[2]